# Turyňský rybník
Turyňský rybník nebo Záplavy případně Velké Záplavy je původně rybník, po poddolování ve 20. století a následných poklesech terénu vlastně spíše antropogenní jezero (vzniklé činností člověka) v okrese Kladno ve Středočeském kraji v Česku. Jde o největší vodní plochu kladenského okresu. Jeho rozloha činí 51,02 ha (v důsledku postupného poklesu terénu se údaje různí) je 1,95 km dlouhé a v nejširším místě na jihovýchodě 450 m široké. Největší hloubka dosahuje asi 3 m a objem 435 000 m³. Leží v nadmořské výšce 377 m.

## Okolí
Turyňský rybník náleží do povodí potoka Loděnice, zvaného též Kačák. V blízkosti rybníka leží obec Kamenné Žehrovice a vesnice Srby (část obce Tuchlovice). Severozápadně od větší nádrže a oddělená silnicí do Tuchlovic se nachází menší vodní plocha zvaná Malé Záplavy, obklopená mokřadem, jenž je hnízdištěm vodních ptáků. Jihovýchodně od nádrže se nachází samota Mrákavy a bývalý kamenouhelný důl Wannieck.

## Vodní režim
Turyňský rybník je součástí povodí potoka Loděnice, zvaného též Kačák, jenž jím protéká. Dalšími přítoky jsou od jihu Tuchlovický potok a nepojmenované potoky od Dřevěnkova a od bývalého dolu Tuchlovice

## Historie
Nádrž v dnešní podobě vznikla po polovině 20. století tak, že terén v okolí původního menšího Turyňského rybníka poddolovaná těžbou uhlí začal poklesat a zaplavovat se vodou, což také dalo vzniknout druhému jménu nádrže. Na jeho jihovýchodním konci přitom z mírného návrší vznikl ostrůvek o rozloze 0,185 ha, délce 55 m a šířce 40 m.
Od roku 1985 jsou Záplavy chráněným přírodním útvarem, později přírodní rezervací o rozloze 23,7 ha. V rybníku platí zákaz koupání, rybolov je povolen na rybářský průkaz. V příhodné větrné dny lze zde vidět příznivce vodního plachtění, v zimě, kdy vodní plocha zamrzá, se pak Turyňský rybník stává oblíbeným kluzištěm pro bruslaře z širokého okolí.

## Přístup
Automobilem:
- po silnici, jež je pokračováním ulice Zemědělců z Tuchlovic
- po silnici, jež je pokračováním ulice Na Turyni z Kamenných Žehrovic
- po silnici, jež odbočuje ze silnice mezi Srby a Vaňkovkou a je zakončena parkovištěm.

Pěšky nebo na kole:
- po  Drvotově naučné stezce a  červené turistické značce
  - od autobusové zastávky ze Srbů
  - od ulice Na Turyni z Kamenných Žehrovic
- po  modré turistické značce
  - od železniční stanice Kamenné Žehrovice
  - od ulice Na Turyni z Kamenných Žehrovic.

Vlakem:
Do zastávky Kačice, odtud asi 1,5 km pěšky po silnici Kačice → Srby.